# Jokoszuka (Kanagava)
Jokoszuka (横須賀市; Hepburn: Yokosuka-shi) város Japán Kanagava prefektúrájában, a Kantó régióban, a Miura-félszigeten.

## Népesség
| Lakosok száma | 418 325 | 406 586 | 390 275 |
|               | 2010    | 2015    | 2020    |

## Híres jokoszukaiak
- hide, az X Japan gitárosa
- Inokuma Iszao, olimpiai bajnok cselgáncsozó
- Isikava Rika, énekesnő
- Isikava Naohiro, labdarúgó
- Stan McQuay, testépítő
- Terada Súhei, labdarúgó